# Тарасова Ксенія Іванівна
Ксенія Іванівна Тарасова (1904—1995) — радянська акторка театру і кіно.
Учениця Рубена Симонова, акторка Театру-студії Рубена Симонова (1926—1937) і ДАМТ (1937—1964).

## Життєпис
Народилася 15 (28 січня) 1904 року в Рильському повіті Курської губернії (за іншими даними — в Курську).
Закінчила в Рильську трудову школу (колишню Шелеховську гімназію).
В 1919—1920 роках — артистка напівпрофесійної трупи на Метеостанції (починала на сцені міського Літнього театру), в 1920 році — секретар Рильського військкомату, в 1920—1921 роках навчалася у драматичній студії при Політичному Управлінні Курської губернії, у ці ж роки — артистка Курського міського драматичного театру імені М. С. Щепкіна.
У 1922—1924 роках Тарасова навчалася в Московському державному театральному технікумі імені Луначарського А. В., а в 1924—1926 роках — в Московській експериментальної театральної майстерні під керівництвом Р. Н. Симонова.
У 1926—1937 роках К. І. Тарасова служила в Московському театрі-студії під керівництвом Р. Н. Симонова, в 1937—1964 роках — артистка ДАМТ.
З 1964 року перебувала на пенсії. Працювала на радіо і в естраді.
Померла 26 березня 1995 року в Москві.

## Нагороди
- орден «Знак Пошани» (26.10.1949)
- Медаль "За доблесну працю у Великій Вітчизняній війні 1941—1945 рр .. " (1946)[2]
- заслужена артистка РРФСР (5.11.1947)

## Творчість

Ксенія Тарасова в ролі Негиной
(«Таланти і шанувальники» А.Н. Островського)

### Фільмографія
- 1934 — Петербурзька ніч
- 1936 — Покоління переможців
- 1940 — Голос Тараса; Яків Свердлов
- 1941 — Валерій Чкалов
- 1943 — Дні і ночі;
- 1944 — Зоя
- 1953 — Варвари
- 1954 — Шведський сірник
- 1956 — Крила
- 1972 — Розлучення по-наримськи (фільм-спектакль)
- 1973—1983 — Вічний поклик